# انگوس (ویسکانسین)
انگوس (به انگلیسی: Angus) یک منطقهٔ مسکونی در ایالات متحده آمریکا است که در سدار لیک واقع شده است. انگوس ۳۸۰٫۰۹ متر بالاتر از سطح دریا واقع شده است.